# جورجه پاولیچ
جورجه پاولیچ (انگلیسی: Đorđe Pavlić؛ ۲۸ اوت ۱۹۳۸ – ۹ مهٔ ۲۰۱۵) بازیکن فوتبال اهل یوگسلاوی بود.
از باشگاه‌هایی که در آن بازی کرده‌است می‌توان به باشگاه فوتبال دویسبورگ، باشگاه فوتبال وویوودینا، و باشگاه فوتبال شوارتز-وایس اسن اشاره کرد.
وی همچنین در تیم ملی فوتبال یوگسلاوی بازی کرده‌است.